# Alpy Vaud
Alpy Vaud - pasmo górskie należące do Alp Berneńskich, części Alp Zachodnich. Alpy Vaud leżą w Szwajcarii, w kantonie Vaud. Graniczą z Prealpami Szwajcarskimi na północy, na wschodzie z łańcuchem głównym Alp Berneńskich, na południu z Alpami Pennińskimi, na południowym zachodzie z Alpami Graickimi oraz na zachodzie z Prealpami Sabaudzkimi. Najwyższym szczytem jest Les Diablerets, który osiąga 3210 m wysokości. Jest to najniższa część Alp Berneńskich.
Najwyższe szczyty:
- Les Diablerets - 3210 m,
- Grand Muveran - 3051 m,
- Dent de Morcles - 2980 m.